# Ligne de Copenhague à Elseneur
La ligne de Copenhague à Elseneur (en danois : Kystbanen; en français : la ligne côtière) est une ligne de chemin de fer danoise de banlieue à double voie, longue de 46 kilomètres, reliant Copenhague, la capitale et plus grande ville du Danemark à la ville d'Elseneur, dans le nord de l'île de Seeland.
Inaugurée en 1897, elle relie d'abord la gare de l'Est (l'actuelle gare d'Østerport) à Copenhague à la gare d'Elseneur. Depuis l'ouverture en 1917 de la ligne du Boulevard, un tunnel ferroviaire reliant la gare de l'Est à la gare centrale de Copenhague à travers le centre-ville de Copenhague, les trains de la ligne de Copenhague à Elseneure continuent jusqu'à la gare centrale.
À Elseneur, la ligne est reliée à la traversée en ferry ferroviaire entre Elseneur et Helsingborg avec des liaisons vers la Suède et la Norvège. Ainsi, la ligne jouait auparavant un rôle dans le trafic international avec des trains de voyageurs et des trains de fret entre la Suède et l'Europe. Mais après l'ouverture du pont de l'Øresund et de la ligne de Copenhague à Malmö en 2000, elle fonctionne principalement comme une ligne de chemin de fer de banlieue.

## La ligne

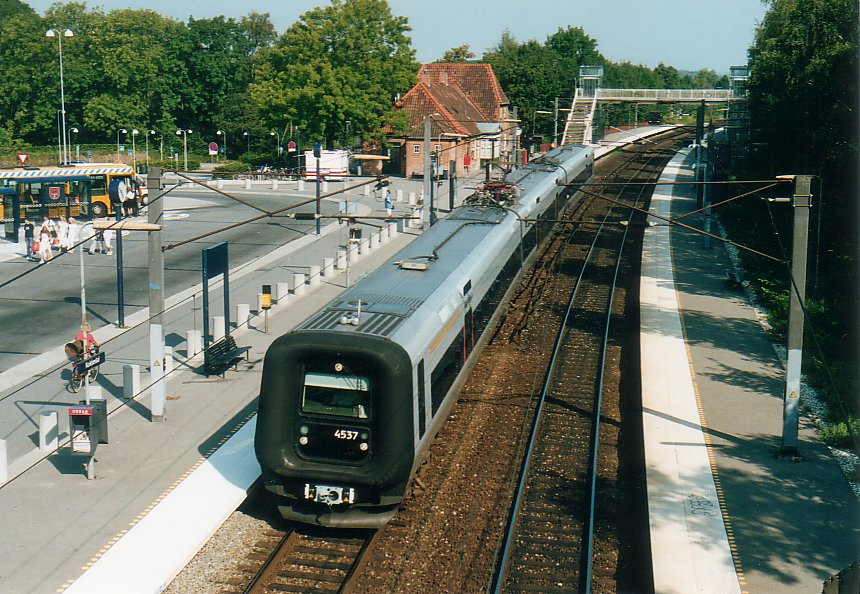
La gare de Kokkedal sur la ligne de Copenhague à Elseneur.